# 中国科学院沈阳自动化研究所
中国科学院沈阳自动化研究所是中华人民共和国的一所自动化科学研究机构，是中国科学院的直属研究单位。

## 历史沿革
1958年11月，辽宁电子技术研究所成立。1960年4月更名为中国科学院辽宁分院自动化研究所。后又称中国科学院东北工业自动化研究所。
1972年8月改为现名。